# Иудаизм в Финляндии

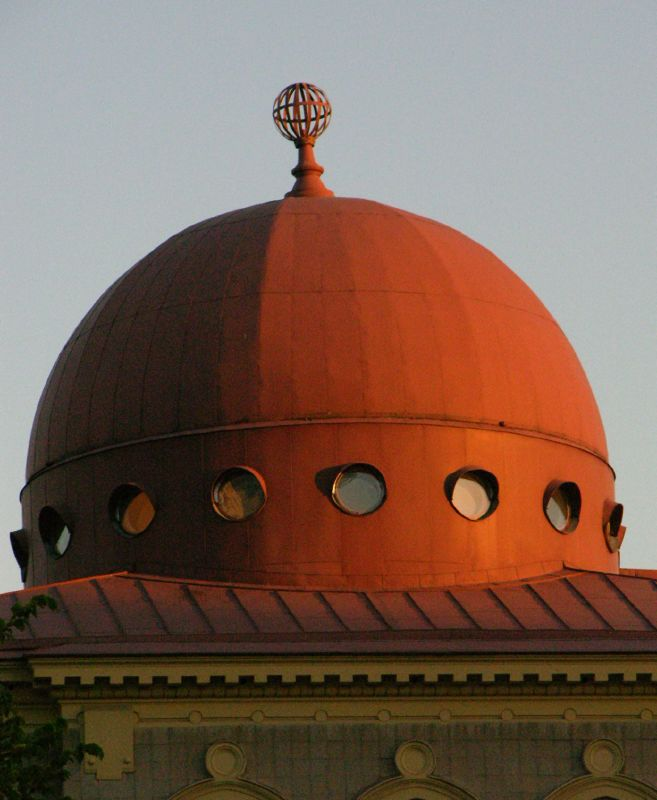
Синагога в Хельсинки

Иудаизм в Финляндии (фин. Juutalaiset Suomessa) — совокупность религиозных и культурных традиций, которых придерживаются евреи, проживающие в Финляндии.

## Исторические сведения
На положение евреев в Финляндии оказала влияние политика в еврейском вопросе со стороны двух государств: Швеции и России. Законы, касавшиеся евреев и их проживания в Финляндии на протяжении XIX — начала XX веков оставались со шведских времён и долгое время сохранялись в силе и после того, как были отменены на территории Швеции. Шведские законы на территории Великого княжества Финляндского были дополнены и подписаны императором.
В период шведского господства по официальным данным в Финляндии не было еврейского населения. По указу 1782 года на территории шведского государства черта еврейской оседлости была ограничена лишь тремя большими городами — Стокгольмом, Норчёпингом и Гётеборгом, что исключало поселение евреев в финских землях.
В первые десятилетия XIX века благодаря сочувственному отношению к евреям некоторых официальных лиц в Великом княжестве Финлядском отдельные еврейские семьи появились на территории страны и смогли собрать значительный капитал на торговле. Самым известным среди них был владелец ресторана Натан Хорд — личность, популярная среди студентов Императорского Александровского университета в Хельсинки.
Однако, несмотря на отдельные случаи, официальные лица в Великом княжестве Финляндском старались соблюдать крайне строгое шведское законодательство о евреях и, таким образом, перед лицом имперской России косвенно подчёркивали автономный статус страны. В этой связи до 1858 года в Финляндии продолжало действовать безусловное запрещение проживания для евреев, которые не были обращены в христианство. Запрет был снят в 1858 году для военнослужащих-евреев, окончивших службу, и матросов, размещённых в Финляндии. Но данное постановление не привело к заметному увеличению численности евреев.
У поселившихся в Финляндии отставных еврейских военных не было, как правило, достаточного образования, поэтому они в большинстве своём занимались лишь ремесленным трудом и мелкой торговлей, в связи с чем получили прозвище «рыночные евреи». В Хельсинки еврейские рынки находились на месте нынешнего Финского банка и, позднее, на месте нынешнего Симеоновского поля.

«Евреям, которые согласно предсказанию, оказались разбросанными по миру, официально запрещено поселяться в нашей стране. Но поскольку закон позволяет уволенным со службы военным еврейского происхождения со своими семьями оставаться в этой стране, в Хельсинки и Выборге встречается несколько сот евреев, которые держат лавки со старой одеждой и мебелью и у которых есть своя синагога, где они проводят богослужения по законам Моисея. Чаще всего они торгуют дешёвыми изделиями, у евреев нет богатства и силы, как и в других странах, но все знают евреев как удивительный народ, который в древности был богоизбранным народом и который постигла Божия кара».
— Сахариас Топелиус «Наша страна» (1875)
Сахариас Топелиус сам был прямым потомком торговца по имени Изак Забулон, который был в числе первых переселившихся в Финляндию евреев. В 1672 году Забулон на основании исключительного закона получил разрешение поселиться на жительство в Оулу при условии, что он примет христианство и возьмёт христианское имя Кристофер.
Первая в Финляндии синагога была устроена в так называемой вилле Лангенска в Силтасаари в Хельсинки. Российское государство частично оплачивало аренду помещения для синагоги в силу тех привилегий, которые были предоставлены демобилизованным еврейским военнослужащим.
После смерти Александра II положение евреев было осложнено постановлением Сената от 1886 года, по которому постановление о поселении от 1858 года было отменено и заменено временным видом на жительство, дававшим право проживать в городе лишь шесть месяцев по специальному разрешению губернатора.

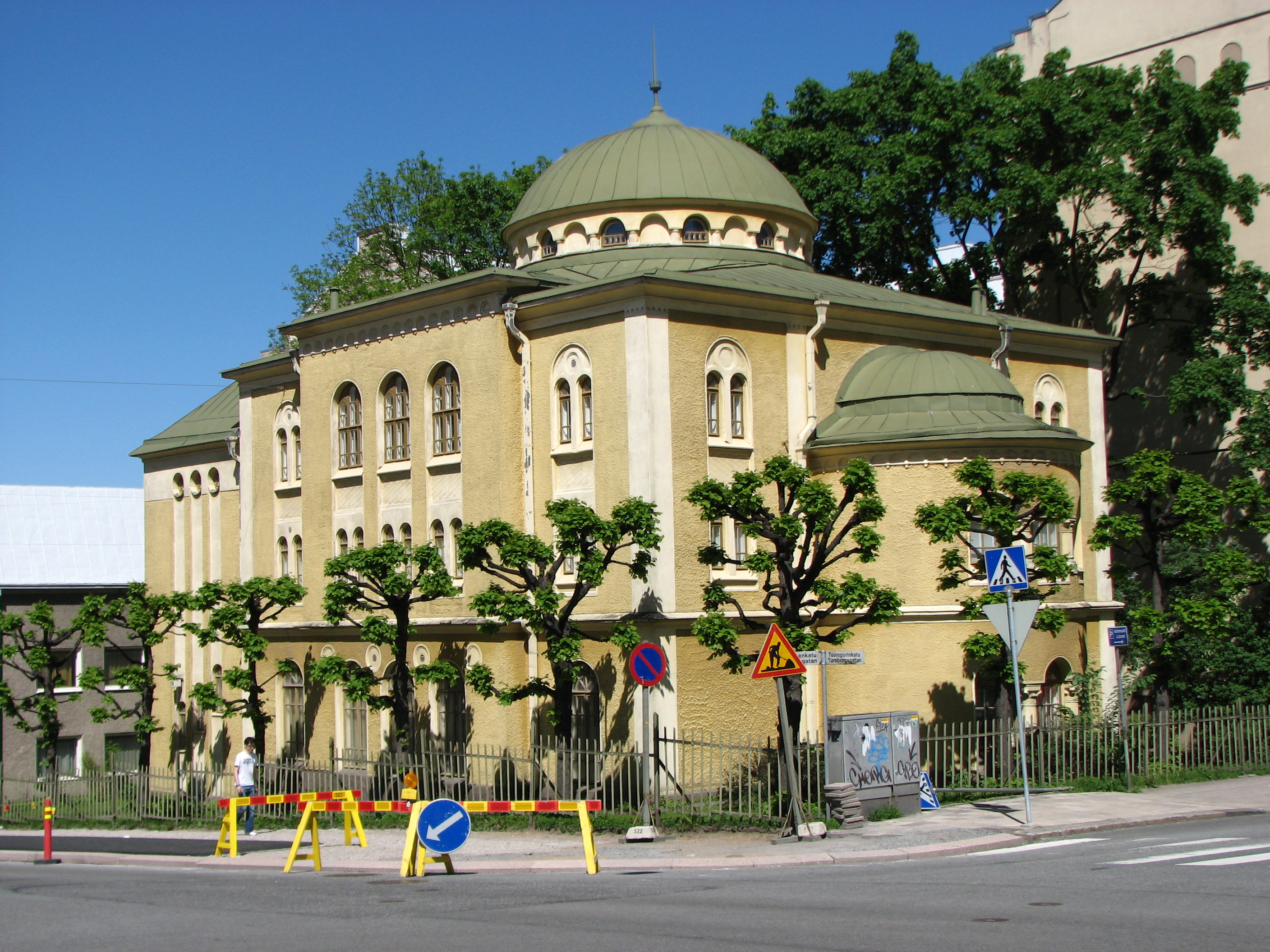
Синагога в Турку

В 1888 году последовало первое распоряжение о высылке 12 еврейских семейств из Турку, а из Выборга были высланы 34 из 52 еврейских семейств. Часть высланных семей переселилась в США, часть — в Палестину.
Вследствие международного давления положение евреев в Финляндии в 1889 году было облегчено, однако, их деятельность ограничивалась и за ними тщательно надзирали. Сочувственное отношение к евреям и положению их в Финляндии наиболее отчетливо проступало в шведоманской прессе, тогда как фенноманские газеты выступали за ограничительную политику.
Осевшие в Финляндии евреи проявляли социальную активность, в частности, основав в конце XIX века шведоязычное «Еврейское женское благотворительное общество» и осуществляя просветительскую деятельность.

## Иудаизм в современной Финляндии
По словам Дана Кантора, коммерческого директора еврейской общины Хельсинки, «большинство финских евреев нерелигиозны и состоят в смешанных браках».
По состоянию на конец 2011 года в Финляндии имеется одна еврейская школа — она находится на территории еврейского общинного центра в Хельсинки. Программа обучения — общая для всех школ в Финляндии, но имеются дополнительные занятия — по ивриту, еврейской традиции и истории. В школе учится 90 человек. Школа субсидируется государством. В Еврейской школе учатся также дети, у которых отец еврей, а мать — христианка, хотя с точки зрения Галахи такие дети не являются евреями, в возрасте бар-мицвы (бат-мицвы) они проходят гиюр.
В городе Хельсинки на конец 2013 года в общине состояло 1 054 зарегистрированных членов.
| Годы                            | 1985  | 1990  | 2003  | 2004  | 2005  | 2006  | 2007  | 2008  | 2009  | 2011  | 2012  | 2013  |
| ------------------------------- | ----- | ----- | ----- | ----- | ----- | ----- | ----- | ----- | ----- | ----- | ----- | ----- |
| Число членов общины в Хельсинки | 1 081 | 1 055 | 1 055 | 1 072 | 1 059 | 1 073 | 1 061 | 1 114 | 1 119 | 1 077 | 1 068 | 1 054 |

В городе Турку на конец 2013 года в общине состояло 116 зарегистрированных членов.
| Годы                        | 1985 | 1990 | 2003 | 2004 | 2005 | 2006 | 2007 | 2008 | 2009 | 2011 | 2012 | 2013 |
| --------------------------- | ---- | ---- | ---- | ---- | ---- | ---- | ---- | ---- | ---- | ---- | ---- | ---- |
| Число членов общины в Турку | 237  | 256  | 132  | 131  | 125  | 121  | 120  | 116  | 117  | 121  | 128  | 116  |